# Rikkyō-Universität

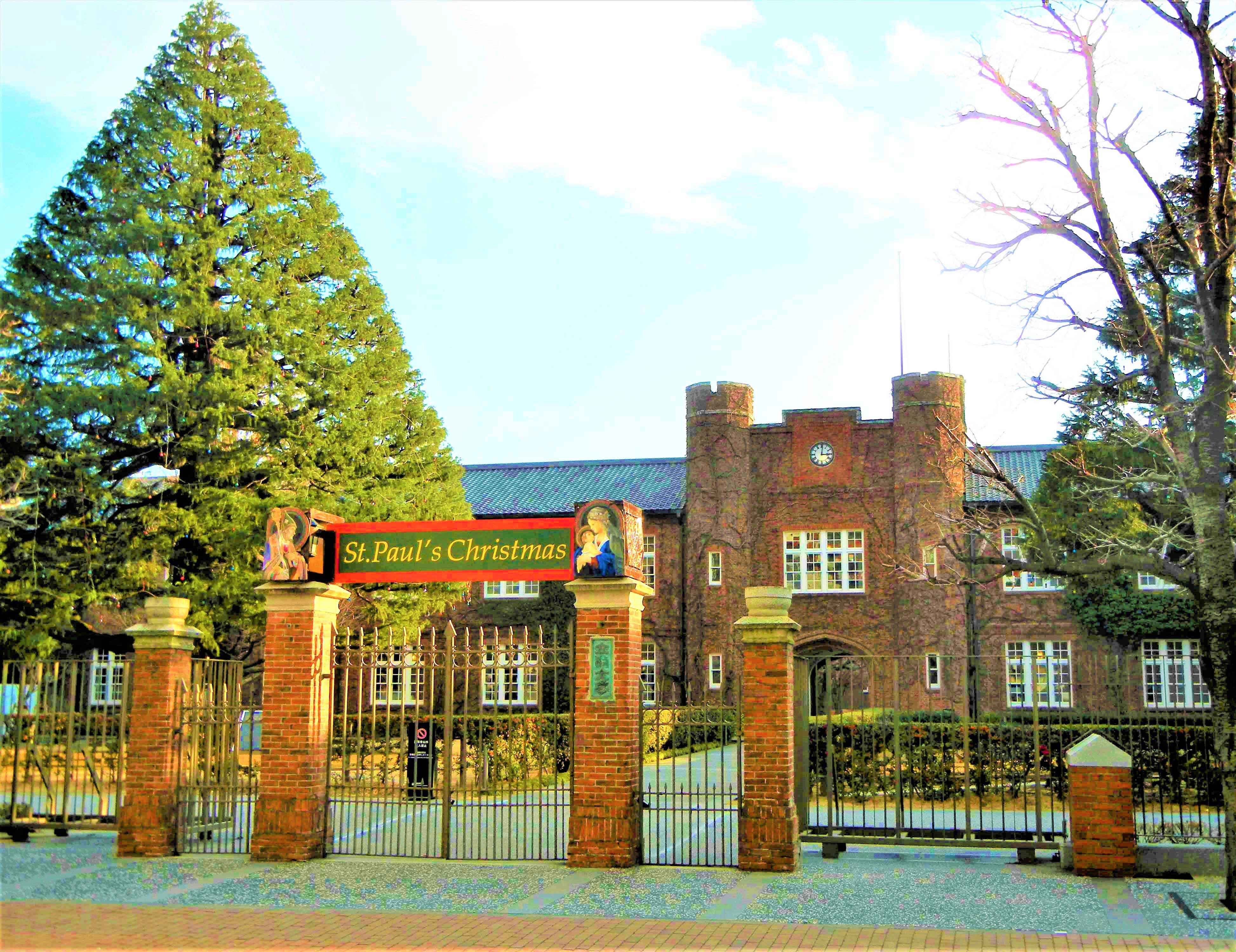
Rikkyō-Universität

Die Rikkyō-Universität (jap. 立教大学, Rikkyō daigaku), auch: St. Paul’s Universität, ist eine private Universität in Japan. Die christliche Universität wurde 1874 als St. Paul’s Schule gegründet und zählt somit zu den ältesten Universitäten in Japan. Als Gründer gilt Channing Moore Williams (1829–1910), ein Bischof der Episkopalkirche der Vereinigten Staaten von Amerika. Im Jahr 1907 erhielt sie unter ihrem heutigen Namen Universitätsstatus. Die Rikkyō-Universität befindet sich im Norden von Tokio im Stadtteil Ikebukuro des Bezirks Toshima, ein zweiter Campus befindet sich in Niiza (Präfektur Saitama, 35° 48′ 48,8″ N, 139° 33′ 57,4″ O).
Auch gehört die Rikkyō-Universität zu den Sechs Universitäten von Tokio, welche sich in jährlich untereinander ausgetragenen Baseball- und Rugby-Turnieren messen, was zusätzlich noch zu dem Prestige der sechs Universitäten beiträgt.
Die Aufnahmeprüfungen an die Rikkyō-Universität (wie auch an die anderen führenden Universitäten in Japan) bestehen weniger als 1 % der besten Oberschulabgänger in Japan. Von den rund 33.000 Studenten, die zur Aufnahmeprüfung an die Rikkyō-Universität zugelassen werden, werden weniger als 10 % aufgenommen.
Die Rikkyō-Universität hatte im Jahr 2006 rund 18.000 Studenten, wovon 1.100 im Masterprogramm eingeschrieben waren und 120 im Doktorenprogramm. Die Universität hat auch 500 ausländische Studenten – welche sich meistens im Grundstudium befinden – was auf das strikte Auswahlverfahren zurückzuführen ist. Die ausländischen Studenten kommen zu 75 % aus China und Korea.
Eine ausgezeichnete Reputation erlangte die Universität vor allem im Bereich Geisteswissenschaft, Soziologie, Betriebswirtschaft und Wirtschaft.
Studienabgänger der Rikkyō-Universität gehören zu den meistumworbenen Kandidaten im japanischen Markt, was dazu führt, dass sich Unternehmen schon während des Studiums um die Abgänger bemühen. Deshalb sind die Anfangsgehälter überdurchschnittlich hoch, und auch die Beschäftigungsrate von Abgängern liegt weit über dem nationalen Durchschnitt.

## Fakultäten
- Fakultät für Rechtswissenschaften
- Fakultät für Wirtschaftswissenschaft
- Fakultät für Betriebswirtschaft
- Fakultät für Geisteswissenschaften
- Fakultät für Soziologie
- Fakultät für Psychologie
- Fakultät für Naturwissenschaften
- Fakultät für Tourismus
- Fakultät für interkulturelle Kommunikation
- Fakultät für Gemeindewohl

## Bekannte Absolventen
- Toshio Ogawa (* 1948), ein japanischer Politiker der Demokratischen Partei (DPJ) (Im September 2010 wurde er Vizeminister für Justiz im umgebildeten Kabinett Kan)
- Fukuzō Iwasaki (1925–2012), Immobilienunternehmer
- Zhou Zuoren (1885–1967), Bruder von Lu Xun, ein chinesischer Übersetzer und Schriftsteller
- Rei Nakanishi (1938–2020), ein japanischer Erzähler und Liedtexter
- Shinkichi Mitsumune, Komponist
- Mino Monta (1944–2025), Radio- und Fernsehsprecher
- Yuka Murayama, Autor
- Yōko Nogiwa (1936–2017), Schauspielerin
- Shinji Aoyama, Regisseur
- Kiyoshi Kurosawa (* 1955), Regisseur
- Masayuki Suo (* 1956), Regisseur
- Shigeo Nagashima (1936–2025), Baseballspieler und Manager der Yomiuri Giants
- Kazuhito Tadano, Baseballspieler, Oakland Athletics
- Kikuji Kawada (* 1933), Fotograf
- Matsushita Mitsuo, (* 1933), japanischer Jurist und ehemaliges Mitglied am WTO Appellate Body